# Casimiro I di Teschen

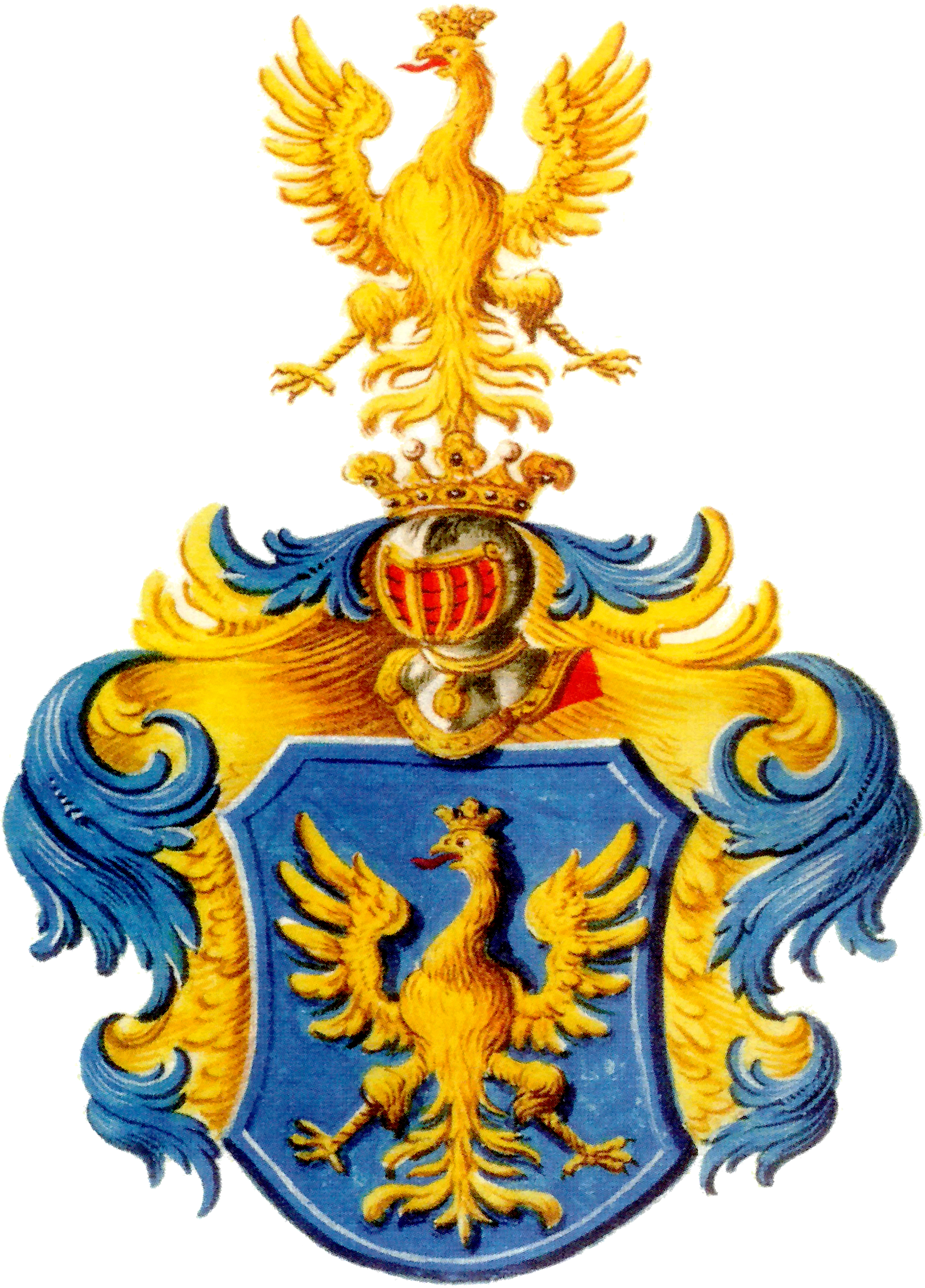
Stemma dei Duchi di Teschen

Casimiro I di Teschen (1280 o 1290 – 1358) fu duca di Teschen.

## Biografia
Era figlio di Mieszko I di Teschen, fondatore dei duchi della città della dinastia dei Piast. Il nome di sua madre è a tutt'oggi sconosciuto.
Dopo la morte del padre, attorno al 1315 ottenne il controllo della parte nord-ovest del ducato, centrata attorno alla città di Cieszyn (Teschen). Nel 1321 Casimiro sposò Eufemia, fondando una tradizione di relazioni matrimoniali con la casata dei Piast di Masovia. Eufemia diede alla luce nove figli, cinque maschi e quattro femmine.
Casimiro, inizialmente, ebbe ottime relazioni con Ladislao I di Polonia (Władysław I Łokietek), che divenne re di Polonia nel 1320, ma quando nel 1326 le forze lituane supportarono Łokietek nell'invadere il ducato di Oświęcim, Casimiro ruppe i rapporti col re polacco. Egli divenne quindi un fervido alleato di Giovanni di Lussemburgo, re di Boemia, a cui rese omaggio l'8 febbraio 1327 ad Opava. Il 23 febbraio di quell'anno, inoltre, egli ricevette il ducato come possedimento ereditario, mantenendovi una larga sovranità interna.
Casimiro era intenzionato a mantenere l'unità territoriale del ducato e per questo propose uno solo dei suoi figli, il maggiore, al governo. Per i figli rimanenti, trovò loro un'occupazione nel clero. Casimiro inoltre aspirò a nuovi possedimenti e nel 1337 ottenne le terre di Siewierz dai duchi di Bytom.
Si ritiene sia stato Casimiro a ricostruire il castello di Cieszyn ed a circondare la città con mura fortificate. Egli inoltre supportò lo sviluppo economico del ducato, favorendo diverse città.